# 菊池武包
菊池 武包（きくち たけかね）は、戦国時代の武将。肥後菊池氏の第25代当主。詫摩氏出身で詫摩武安の子。官途は肥後守。

## 略歴
肥後国の武将・詫摩武安の子として肥後国詫摩郡本山城に生まれた。幼名を宮松丸。詫摩氏（詫磨氏）は、菊池氏の第12代当主武時の子・武澄の次男・武元が、詫摩郡を領して詫摩別当太郎と称したのを祖とする菊池氏の分家の1つである。
若き当主・菊池政隆の相続により宗家の菊池氏が内紛に揺らぐと、豊後国の大友氏は肥後国への勢力拡大のため阿蘇氏と連合し、政隆を廃嫡して阿蘇惟長（菊池武経）を第24代当主に据えた。ところが、永正8年（1511年）に武経が国人衆や菊池家中の重臣と対立して、身の危険を感じて隈府城から出奔すると、分家の詫摩武包が重臣の隈部親氏（上総介）・長野運貞（備前守）・内古閑（内空閑）重載の3名に奉じられ、宗家を継ぎ肥後守護となった。しかし、勢力は振るわず家臣の一部が従ったに過ぎなかった。
この頃、大友氏でも代替わりがあり、永正12年（1515年）に義鑑が家督を継ぐが、先代（親治・義長）の院政のような状態が続いていた。過去に大友氏は相続で内紛が長引いた歴史があるなか、家中では若き義鑑の相続への不満が高まり、更に義鑑の弟・菊法師丸（後の大友重治）を擁立しようとする勢力もあったため、義鑑とその後援者は菊法師丸を菊池氏に入嗣させて、肥後に勢力を伸ばすと同時に宗家の安泰も図ろうとした。大友宗家の家督に未練がある菊法師丸は、菊池氏の家督は望んでいなかったが、永正15年（1518年）に義長が死して義鑑が独り立ちすると、これを断れるような情勢ではなくなった。
永正17年（1520年）、大友氏の圧力を受けた菊池家臣団によって、武包は暗愚であるという理由をいうように仕向けられて、放逐され、元服した菊法師丸である大友重治を当主として隈府城に迎い入れた。重治は菊池義宗（後に義武）と称し第26代当主となった。大永3年（1523年）、武包は旧臣と共に玉名郡に落ち延びていたが、筒ヶ嶽城（現・熊本県荒尾市府本）で挙兵し、依然として菊池氏当主であると主張した。当時、大友氏と同盟関係にあった阿蘇惟豊は甲斐親宣を派遣してこれを討たしめ、大友阿蘇連合軍に攻められた武包は打ち破られ、肥前国高来へ逃れた。
天文元年（1532年）、同地で病死。法名は宗岳大居士。これにより菊池本家の血を引く一族は断絶した。